# Triplice alleanza (1717)
La Triplice Alleanza è un'alleanza firmata il 4 gennaio 1717 a L'Aia, conclusa tra Gran Bretagna, Regno di Francia e Province Unite contro il Regno di Spagna, con l'intento di mantenere gli accordi del Trattato di Utrecht del 1713.
Le tre nazioni erano preoccupate dal tentativo spagnolo di recuperare i possedimenti mediterranei.